# Christian Peter Hansen
Christian Peter Hansen (født 28. august 1803 i Vesterland på Sild, død 9. december 1879 i Kejtum) var lærer og forfatter fra Sild. Hans far var den nordfrisiske forfatter Jap Peter Hansen. Christian Peter Hansen var læreruddannet fra seminariet i Tønder.

## Liv og gerning
Han undervistes først i hjemmet og senere ved seminariet i Tønder, hvorfra han dimitteredes 1827. Der efter var han i 2 år lærer i Sønderborg og overtog 1829 faderens embede i Kejtum på Sild.
Fra sin ungdom var han en ivrig samler af historiske, geografiske og arkæologiske efterretninger om sit snævrere Hjemland, særlig om øen Sild, og fra 1840 udfoldede han en meget betydelig forfattervirksomhed.
Han indsamlede fortællinger og folkesagn fra sin hjemø Sild, som han i 1858 udgav under titlen Uald Söldring Tialen. Blandt dem var også historien om Pidder Lyng. For at vække interessen for øens historie udgav han i 1845 Sild i historisk og statistisk henseende. I 1856 udkom det betydelige værk Krønike af det frisiske Udlande. Han illustrerede selv mange af sine udgivelser. Hans romantiske tegninger og akvareller viste for første gang de nordfrisiske øers egenart. Han stod også i forbindelse med den nordfrisisk-tyske forfatter Theodor Storm, som han tilsendte en række folkesagn fra Sild. Ligesom Theodor Storm var han i nationalpolitisk henseende tysksindet. Men den preussiske anneksion efter den anden slesvigske krig stod han afvisende over for.
Han udgav kort, turisthåndbøger og sagnsamlinger, skrev en biografi af Uwe Jens Lornsen, og i en mængde afhandlinger i Hertugdømmernes tidsskrifter og dagblade nedlagde han frugterne af sin samlerflid. Senere sammenarbejdede han disse til selvstændige værker, hvoraf de vigtigste er: "Chronik der friesischen Uthlande" (1856), "Das Schleswiger Wattenmeer" (1865) og "Die Friesen, Scenen aus dem Leben der Friesen, besonders der Nordfriesen" (1875). Disse bøger indeholdt en rig materialesamling til Nordfrislands historie og geografi, men da forfatteren savnede kritisk sans og dybere historisk indsigt, kunne de heller ikke betragtes for andet eller mere.
I Kejtum grundlagde han et lille arkæologisk museum.
C. P. Hansen døde i 1879 i Kejtum. Hans hjem er i dag museum (Gammelfrisisk Hus).

## Hæder
For at bevare Silds skik og brug, har man siden 1960 givet C.P.Hansen-Preis, og en gade i Kejtum, bærer navnet C.-P.-Hansen-Allee

## Udstillinger
- Neuerwerbungen und Bilder aus dem Bestand des Söl’ring Foriining, med Andreas Dirks, Otto Eglau, Carl Christian Feddersen, Hugo Köcke, Franz Korwan, Ingo Kühl, Dieter Röttger, Siegward Sprotte, Helene Varges, Magnus Weidemann og andere, Sylter Heimatmuseum, Kejtum 2003.
- Sylt im Sinn. Der Chronist C. P. Hansen. Sylter Heimatmuseum, senere omdøbt til Sylt Museum, Kejtum 2014.

## Forfatterskab
- Die Insel Sylt in geschichtlicher und statistischer Hinsicht (1845)
- Chronik der friesischen Uthlande (1856)
- Friesische Sagen und Erzählungen (1858)
- Der Fremdenführer auf der Insel Sylt. Ein Wegweiser für Badende in Westerland. (1859, Reprint 1980)
- Der Sylter-Friese. Geschichtliche Notizen, chronologisch geordnet [… (1860)
- Altfriesischer Katechismus in der Sylter Mundart […] (1862)]
- Das schleswig'sche Wattenmeer und die friesischen Inseln (1865)
- Der Badeort Westerland auf Sylt und dessen Bewohner (1868) (Webside ikke længere tilgængelig)
- Sagen und Erzählungen der Sylter Friesen […] (1875)
- Die inselfriesischen Halfjunkengänger und deren Thaten und Abenteuer (1875)
- Die Friesen: Scenen aus dem Leben, den Kämpfen und Leiden der Friesen, besonders der Nordfriesen (1876)